# Hatáskör
A hatáskör valamely szerv vagy személy intézkedési jogának köre, érvényességi határa, amely azt mutatja meg, hogy ki hogyan jogosult és kötelezett meghatározott közügyek intézésére. Az ügyek megosztását jelenti a különböző állami szervek között.
Elsősorban a fórumrendszerhez kapcsolódik: az ügyfajtában eljárásra jogosult szervek közül milyen szintűek hivatottak első, ill. másod- vagy még felsőbb fokon dönteni. Nem korlátozódnak kizárólagosan a hatósági ügyben való eljárás jogára, hanem kiterjednek minden olyan tevékenységre, amelyek gyakorlásakor a szerv jogosult közhatalmi jogkörben eljárni, döntést hozni, intézkedni: jogalkotási hatáskör, irányítási, ill. felügyeleti hatáskör, hatósági hatáskör. A hatáskör azokat a jogi eszközöket (lehetőségeket) jelenti, amelyek birtokában az adott közigazgatási hatóság el tudja látni feladatait, vagyis arra a kérdésre ad választ, hogy egy konkrét ügyben milyen típusú, szintű közigazgatási szerv jár el.
Az általános közigazgatási rendtartásról szóló 2016. évi CL. törvény
2 § (1) A közigazgatási hatóság (a továbbiakban: hatóság) jogszabály felhatalmazása alapján, hatáskörét a jogszabály keretei között, rendeltetésszerűen gyakorolva jár el.
(2) A hatóság a hatásköre gyakorlása során
a) a szakszerűség, az egyszerűség, az ügyféllel való együttműködés és a jóhiszeműség követelményeinek megfelelően,
b) a törvény előtti egyenlőség és az egyenlő bánásmód követelményét megtartva, indokolatlan megkülönböztetés és részrehajlás nélkül,
c) a jogszabályban meghatározott határidőn belül, észszerű időben
jár el.
15 § (1) A hatóság a hatáskörébe tartozó ügyben az illetékességi területén, vagy kijelölés alapján köteles eljárni.
(2) Ha a hatóság – a jogszerű hallgatás esetét kivéve – eljárási kötelességének az ügyintézési határidőn belül nem tesz eleget, a jogszabályban meghatározott felügyeleti szerve (a továbbiakban: felügyeleti szerv) az eljárás lefolytatására utasítja. Ha nincs felügyeleti szerv, vagy az nem intézkedik, az eljárás lefolytatására a közigazgatási perben eljáró bíróság (a továbbiakban: közigazgatási bíróság) kötelezi a hatóságot.